# 安道尔伊斯兰教
安道爾是基督教佔多數的國家，伊斯蘭教是少數宗教。根據2006年美國宗教自由報告，目前約有2000名北非人居住在安道爾（總人口為72,000），他們是該國最大的穆斯林群體